# 強風水上戰鬥機
強風水上戰鬥機是日本帝國海軍在第二次世界大戰期間委託川西飛機研發的水上戰鬥機，日軍代號N1K1、盟軍代號Rex。
本機型為日本帝國海軍在1930年代以降挖掘水上飛機潛力的方案之一，本型飛機性能並不成功，且錯過了開戰初日軍南進黃金時段，因此幾無發揮空間，且因時程拖延致使日軍以零式戰鬥機為基礎研改二式水上戰鬥機填補戰力空窗；但是川西飛機為了這架戰機研發的氣動構型設計、控制機件等技術成果卻替日本帝國海軍在二戰末期三菱新型戰機一直研發失敗時提供可用替代方案，並在戰爭末期改造為陸基戰機構型後大放異彩。

## 研發背景
日本帝國海軍對水上飛機念茲在茲的緣由，除了在1937年之後投入中國沿海戰場戰果仍有可取之處，且1939年北進嘗試失敗，日軍參謀在實際策劃南向作戰時了解東南亞缺乏基礎設施的難處，促使日軍繼續在水上飛機構型中挖掘更多潛能，這成為日軍開發以空戰運用機型為導向的濫觴。
昭和15年（1940年）9月，日本帝國海軍航空本部向水上飛機開發經驗豐富的川西飛機提出十五試水上戰鬥機研製計劃委託，計劃書內要求的主要規格有：
1. 極速：5,000公尺高度時時速須超過310節（574公里）
2. 武備：2挺20公厘機炮與2挺7.7公厘機槍；或2挺13公厘機槍與2挺7.7公厘機槍；或4挺7.7公厘機槍。可搭載2枚30公斤炸彈

在規格書上提出的要求雖然簡略，但1940年已服役的海軍戰鬥機當中，即便是最優秀的零戰一一型；規格書要求極速仍比現役戰機高出30節（56公里）、且武裝須維持同等標準，飛行阻力較一般單翼戰機多出許多的水上飛機來說實際上要求技術水準極為嚴苛，且史實紀錄中該規格書所提的極速標準從未達標。但在當時川西仍接下了這項計畫，並任並旗下經驗最豐富的工程師菊原靜男擔任總工程師，研發團隊盡力滿足開發需求。	
十五試水戰沿襲了一部分紫雲水上偵察機的技術試圖提高飛機性能，但卻沒有因此加快研發進度，原型機到昭和17年（1942年）4月完成，5月出廠首飛；而諸多不成熟科技運用導致空技廠測試期程一再延宕，首架原型機在測試過程中因結構強度不足毀損，雖然川西後續增造多架原型機，且取消部分科技降低複雜度，但仍得到1943年12月21日強風才正式獲得帝國海軍採用，但此時南太平洋戰線卻已大勢底定，強風面臨的是甫出場便已落伍並缺少最佳運用戰場的窘困態勢。
因此實際量產時間不長，1944年3月即停產。

## 設計

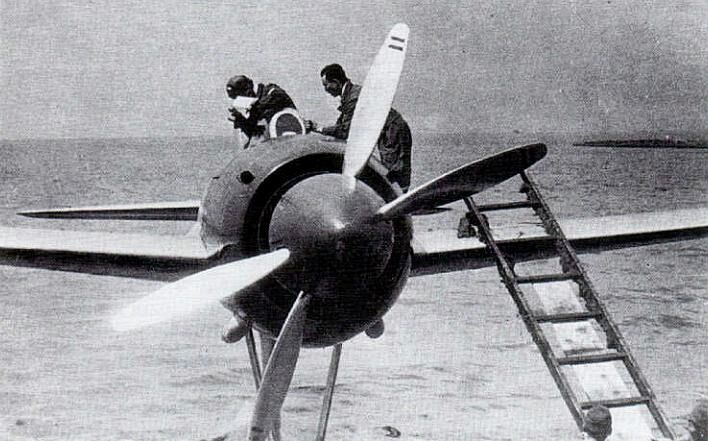
強風原型機，同軸反轉為該機最明顯的外觀特徵

機體設計
水上飛機為了先天設備較多、重量不可能有效控制，故不像日本海軍艦載戰機對尺寸斤斤計較，而是在滿足動力的條件下設計機體；川西當時選擇了直徑大但能確保合理功率輸出的火星引擎，為了抑制大直徑空冷引擎附帶的正面面積阻力，強風和同期開發的雷電戰鬥機接受日本海軍工廠相同的風洞實驗方案解決問題，該方案的特色是機體中央部最寬、機首尾較窄，呈紡錘形狀的機體，配合拉長螺旋槳驅動軸的設計。
相較極速要求更加嚴苛，對空氣阻力更加計較的雷電，強風的紡錘型機體機首整流罩開口較大，且發動機功率較小，沒出現類似雷電的發動機共振及散熱問題。
主翼空氣動力設計
為了避免水面起飛時因螺旋槳高轉速氣流激起的飛沬影響飛機空氣動力狀態，強風採用中單翼構型。
強風的主翼設計為了高速考慮，採納了東京帝國大學流體力學教授谷一郎研發的層流翼（LB型翼）；傳統主翼構型主要目的是為飛機提供足夠的升力，但飛機研究逐漸朝更快速度時，為解決傳統主翼的亂流生成抑止問題，減少空氣阻力，NACA提出了一些氣動構型解決方案，日本依相關論文研發層流翼。
雖然東京帝國大學的層流翼設計見解在後見之明檢驗有嚴重的設計缺陷，但因強風的實際飛行極速從未達標，故實際留下參數並未對飛行表現有顯著影響。
在主翼以外的設計上，為符合日軍空戰所需之低翼負荷需求，強風配備了由川西開發的蝶型自動空戰襟翼；自動空戰襟翼原理是運用水銀柱壓力量測器連結襟翼，襟翼會因量測器反饋的壓力大小伸縮，增加飛機主翼面積提高升力、降低翼負荷。受惠於自動空戰襟翼，強風在迴轉表現上仍優於重量遠輕於她的前輩二式水上戰鬥機。
起落裝備設計
強風的浮筒為機腹一個大型主要浮桶、機翼左右外側各一小型輔助浮筒的設計，浮筒主要材質除了觸水部分以金屬包覆，內部結構仍為木質。
主浮筒與機體連結為前部V型支柱與後部I支柱共同支撐，無須張線輔助結構強度；機翼輔助浮筒在原型機時使用伸縮式構造，連接結構為橡膠充氣，起飛後可放氣收向機翼降低阻力，但這結構無法滿足強度需求，量產型仍使用常見的固定式支柱。
推進機構
現存的強風原型機照片中最具識別性的特徵為它的動力裝置，強風配備了二葉同軸反轉螺旋槳的三菱火星十四型活塞發動機（三菱MK4D），自研發紫雲偵察機時川西在尋找可以降低大功率發動機力矩偏移問題影響飛機操作安全的解決方案，同軸反轉除了提高螺旋槳效率，也可有效抵銷力矩；然而川西自始至終沒解決變速箱設計，且日本的工業生產品質無法滿足產品精度標準，因此變速箱有嚴重的潤滑油滲漏問題，導致使用同軸反轉螺旋槳的機型不僅妥善率差，且變速箱重量較傳統飛機要更重，兩相抵銷後，飛機動力表現並不如川西工程師所想的可以較過去機種大加精進。
由於螺旋槳問題無法解決，川西從二號原型機後使用技術較成熟，配備普通三葉可變螺距螺旋槳之三菱火星十三型，與十四型相比輸出馬力相同。然而大型螺旋槳及較強出力所導致力矩問題在失去同軸反轉設計後變成飛機控制上的一大棘手困境，尤其在起飛與降落時，因引擎全速運轉又面臨接觸介質轉換，飛機會出現短暫但嚴重的橫搖現象，強風量產機一直沒有根本解決這問題。
由於強風極速表現一直沒有滿足海軍的技術規格要求，在量產機引擎排氣口選用了零戰五二型等運用之推力式單排氣管。
武備
規格書上的武裝配備比照零戰標準，配置上也與零戰雷同將機槍設置在機首、機炮配備在機翼，由於實際量產時間已於1943年，故機炮換發配備長炮管的九九式二號；但內裝彈藥上仍維持1943年左右的零戰標準，在持續戰力上仍較為不足。

## 量產配發
1942年4月首架強風原型機實驗起，日軍了解雖然她的性能在水上飛機的領域來說已極為出眾，但問題仍很多待解決，且性能無法達成規格需求。
但相較起問題更大且完全無解的紫雲偵察機，相對來說勉強可用的強風成為她的替代方案，帝國海軍決定讓強風以大淀號輕巡洋艦配備的前進偵察機名義增產先導量產機進行更多任務，從1942年8月起，日本帝國海軍開始接收強風的先導量產機，以原型測試與先導量產等名義增產的強風到1943年計有15架。
這些飛機一部分作為測試用，有6架甚至在正式定型量產前便已配發至帛琉運用，但1942-1943年測試佈署的強風沒有實際戰果，且在前線的經驗顯示如果不在空戰時拋棄主要浮筒接戰，缺乏速度的強風根本對抗不了美軍戰鬥機。
雖然強風仍難當大任，日本帝國海軍在1943年12月21日仍決定通過驗收讓強風制式化正式量產，量產型號為強風一一型，1944年生產了82架後即停產。
為了解決強風生產不成後的公司生計，川西日後以強風構型研改為紫電戰鬥機向日本帝國海軍推銷，幾經改良後成為帝國海軍末期唯一可戰機種則為後話。
1944年的新幾內亞戰場日軍已敗，開始吹捧絕對國防圈的日軍將少量的強風佈署在印尼安汶、馬來西亞檳榔嶼，作為東南亞東西兩端的最前線攔截部隊，用以驅離美國海軍PB4Y巡邏機對當時東南亞日軍威脅與日俱增的海上獵殺作戰；在日本國內的則是撥交給佐世保海軍航空隊、大津航空隊，大津航空隊的強風則佈署在琵琶湖。
1945年2月26日，強風在千葉縣館山市海域擊落一架正與零戰纏鬥中的F6F戰鬥機，是本型機目前唯一受檢驗可證實之空戰勝利紀錄。
日本戰敗時，在日本國內的強風戰鬥機仍殘存31架，美軍最後索討了4架運回國內研究，目前仍保存了3架展示。

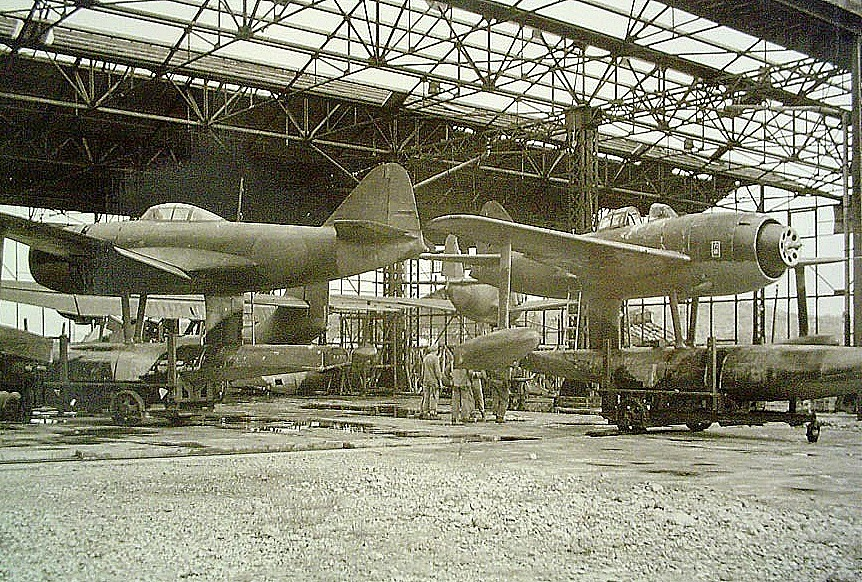
1946年，由美軍集中蒐整的強風

## 現存保存機

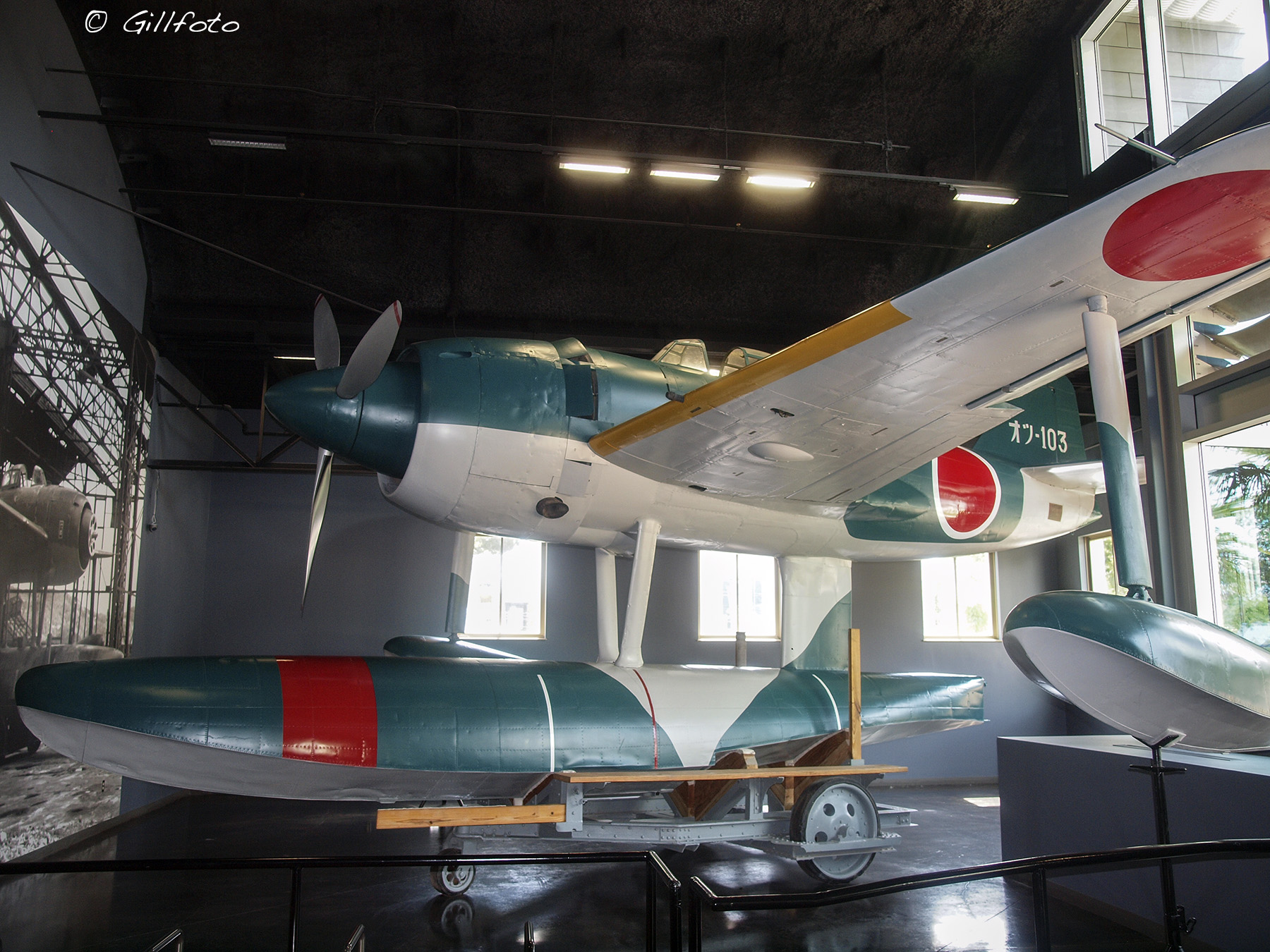
川西562號機

目前所有的強風均在美國蒐藏
川西514號機:由美國國家航空航天博物館管轄，位於馬里蘭州的保羅·E·蓋博保存、修復及儲存設施實施修繕。
川西562號機:在德克薩斯州的太平洋戰爭國家博物館展示，本機所屬為佐世保海軍航空隊。
川西535號機:佛羅里達州彭薩科拉的美國國立海軍航空博物館待修復中。